# 容克街

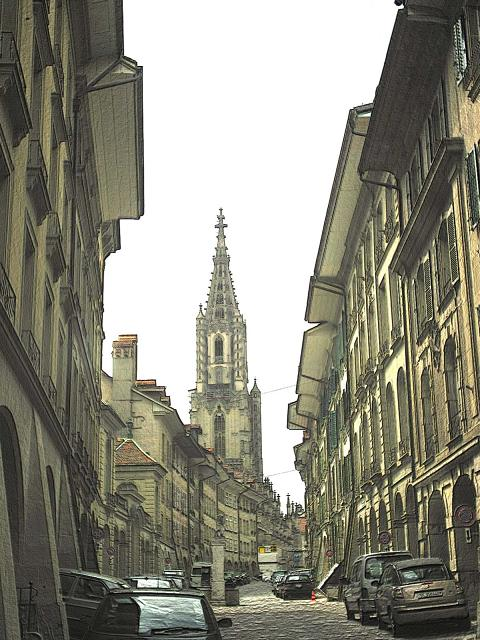
容克街，后方为伯尔尼大教堂

容克街（Junkerngasse）是瑞士首都伯尔尼伯尔尼古城的一条街道，东西走向，东起阿勒河半岛尖端（Nydegg街区），西到伯尔尼大教堂和大教堂街。
容克街是古城内保护最好的街道。两侧带有晚期巴洛克立面和花园露台的宫殿住宅在一本艺术史指南中被描述为“欧洲最壮观的城市景观之一”。